# 密告 (1943年の映画)
『密告』（みっこく、Le Corbeau）は1943年のフランスのサスペンス映画。
監督はアンリ＝ジョルジュ・クルーゾー、出演はピエール・フレネー、ジネット・ルクレール、ピエール・ラルケ、ミシュリーヌ・フランセなど。
フランスの地方の小さな町を舞台に、「カラス（原題のcorbeau）」と署名された謎の怪文書が相次いで町中にばらまかれる事件によって町の住民たちが互いに疑心暗鬼に陥っていくさまを描いている。
ナチスドイツ占領下にあった戦中のフランスで製作・発表された本作は、フランスをおとしめる対独協力作品として厳しい批判にさらされ、戦後、長らく上映禁止処分に遭うことになった。また、対独協力を疑われたクルーゾー監督はしばらく沈黙を余儀なくされるが、ジャン・コクトーらの支援を受けて映画界に復帰し、1947年に戦後初作品となる『犯罪河岸』を発表する。

## ストーリー
フランスの田舎町の公立病院に勤めるジェルマン医師のもとに「カラス」と署名された匿名の文書が届く。内容は彼が堕胎手術を行なっていることや精神科の医長であるヴォルゼの若妻ローラと不倫していることを告発する内容だった。これをきっかけに「カラス」から様々な告発文が町の人々に届くようになる。町の人々はジェルマンを白い目で見るようになるが、入院患者のフランソワが「カラス」からの手紙で自分が余命わずかと知ったために自殺する事件が起きると、町の人々は一斉に「カラス」の正体をつきとめて罰しようと考えるようになる。すると、婚約者だったヴォルゼを妹ローラに奪われたことをかねてより恨んでいた看護師のマリーが真っ先に疑われて逮捕される。しばらくして彼女は釈放されるが、町の人々は互いに疑心暗鬼に陥っていく。そして、精神科医であるヴォルゼを中心に、関係者の筆跡鑑定が行われるが、はっきりとした結果は得られない。さらにジェルマンと肉体関係にあったドニーズが彼の子を妊娠したことをジェルマンに告げるために「カラス」のふりをする騒ぎを起こす。そのドニーズからローラが「カラス」に脅迫されていると知らされたジェルマンはローラに会いにいくが、そこでローラの机の上に「カラス」が脅迫文を書くのに使った吸取紙があるのを見つける。ローラは最初の1回だけは夫ヴォルゼに言われるままに書いたことを認めるが、他は全て夫の仕業であり、夫こそが「カラス」だと主張する。しかし、ローラは精神を病んでいると見なされ、夫ヴォルゼによって精神病院に送られることになる。事件は解決したと思われたが、ローラが「カラス」を本当に怖がっていたことをドニーズから知らされたジェルマンが不審に思ってヴォルゼのもとを訪れると、ヴォルゼは「犯人ローラは罰せられた」「不運は除去された」との「カラス」の文書を書いている途中で殺されていた。かねてより息子フランソワを死に追いやった「カラス」の正体に気づいていた母親がついに復讐を果たしたのである。

## キャスト
- レミ・ジェルマン: ピエール・フレネー（フランス語版） - 医師。
- ドニーズ・サイヤンス: ジネット・ルクレール（フランス語版） - 校長の妹。股関節に障がい。
- ミシェル・ヴォルゼ: ピエール・ラルケ（フランス語版） - 精神科医でローラの夫。
- ローラ・ヴォルゼ: ミシュリーヌ・フランセ（フランス語版） - ソーシャルワーカー。ミシェルの若妻。
- マリー・コルバン: エレナ・マンソン（フランス語版） - ローラの姉。看護師。ミシェルの元婚約者。
- サイヤンス校長: ノエル・ロクヴェール（フランス語版） - ドニーズの兄。ロランドの父。
- ロランド・サイヤンス: リリアーヌ・メニエ（フランス語版） - 郵便局員。校長の娘。ドニーズの姪。
- フランソワ: ロジェ・ブラン（フランス語版） - 第13床の癌患者。
- フランソワの母: シルヴィー（フランス語版）
- ボネヴィ: ジャン・ブロシャール（フランス語版） - 病院の会計係。

## 作品の評価
Rotten Tomatoesによれば、30件の評論のうち高評価は93%にあたる28件で、平均点は10点満点中7.6点となっている。